# 申申
申申（1922年1月—2002年11月22日），原籍辽宁省法库县。中华人民共和国画家。

## 生平
1946年后相继在法库女中，法库高中任教。1948年参加革命，1950年调入东北画报社，曾任辽宁美术出版社美术记者、创作员、美术创作室副主任等职。擅人物，兼作山水、花鸟，注重反映现实生活。他组织并参与创作的连环画《浑河水》。1982年离休。2002年11月22日逝世。